# 꿩의다리

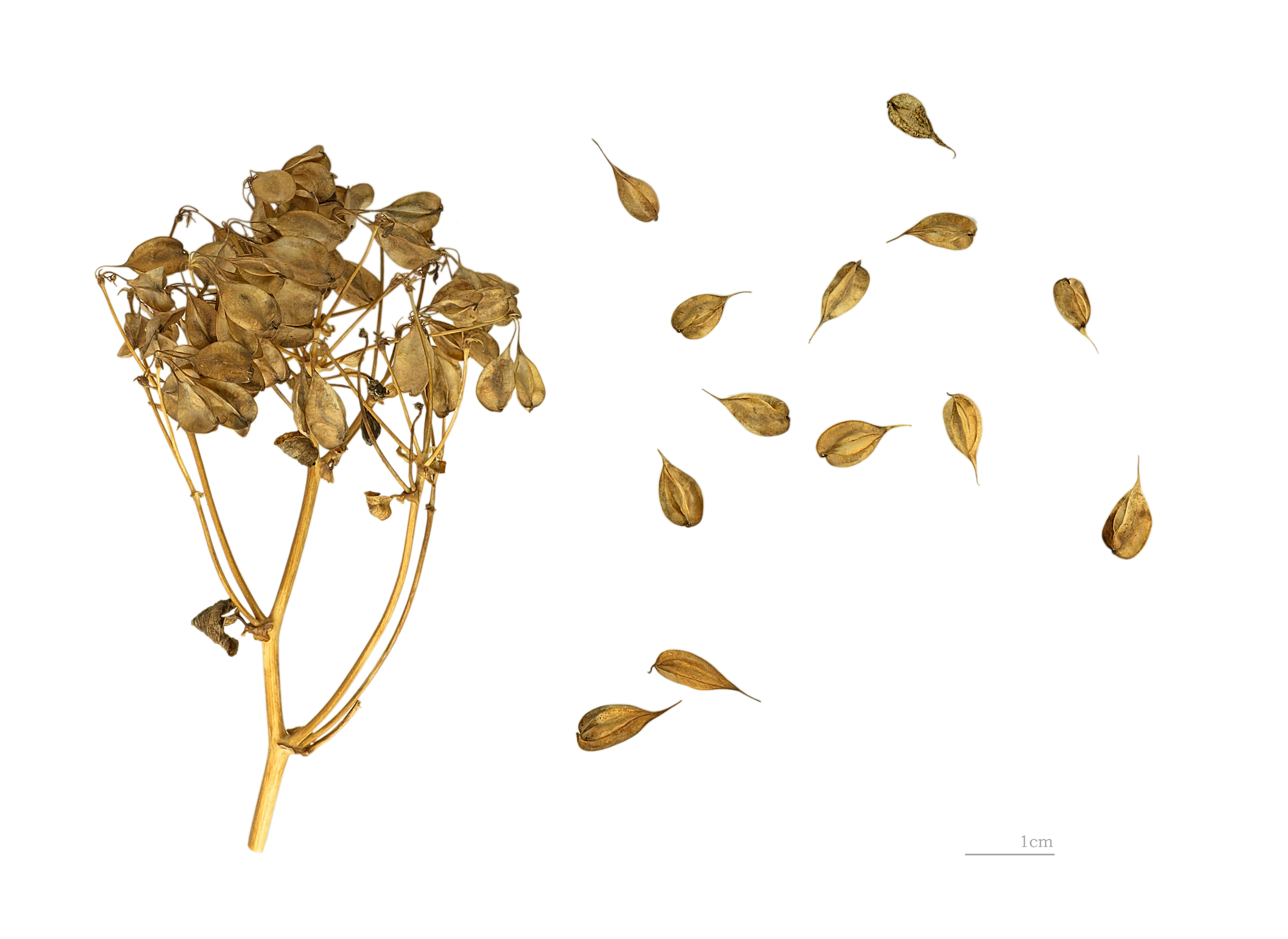
Thalictrum aquilegiifolium

꿩의다리(문화어: 가락풀)는 미나리아재비과의 여러해살이풀로 독초이다. ‘아시아꿩의다리’라고도 부른다.
산지에 나는데, 줄기 높이는 1m 안팎이고 잎은 어긋나며 세 번 겹친 깃 모양의 겹잎으로 작은 잎은 3~4개로 얕게 째진다. 6월에 엷은 녹색의 꽃이 산방상 원추꽃차례로 줄기 끝에 다수 모여 피는데 꽃잎은 없다. 열매는 수과로 끝이 부리 같고 세 날개가 있으며 아래로 늘어진다. 어린 잎과 줄기는 독을 제거한 후 먹을 수 있다. 대한민국 각지 및 일본에 분포한다. 잎이 찢어진 모양이 삼지구엽초와 비슷하나 잎사귀의 갯수가 12~15개 정도로 더 많다. 음양곽의 위품으로도 쓰인다.